# Witalij Sachartschenko

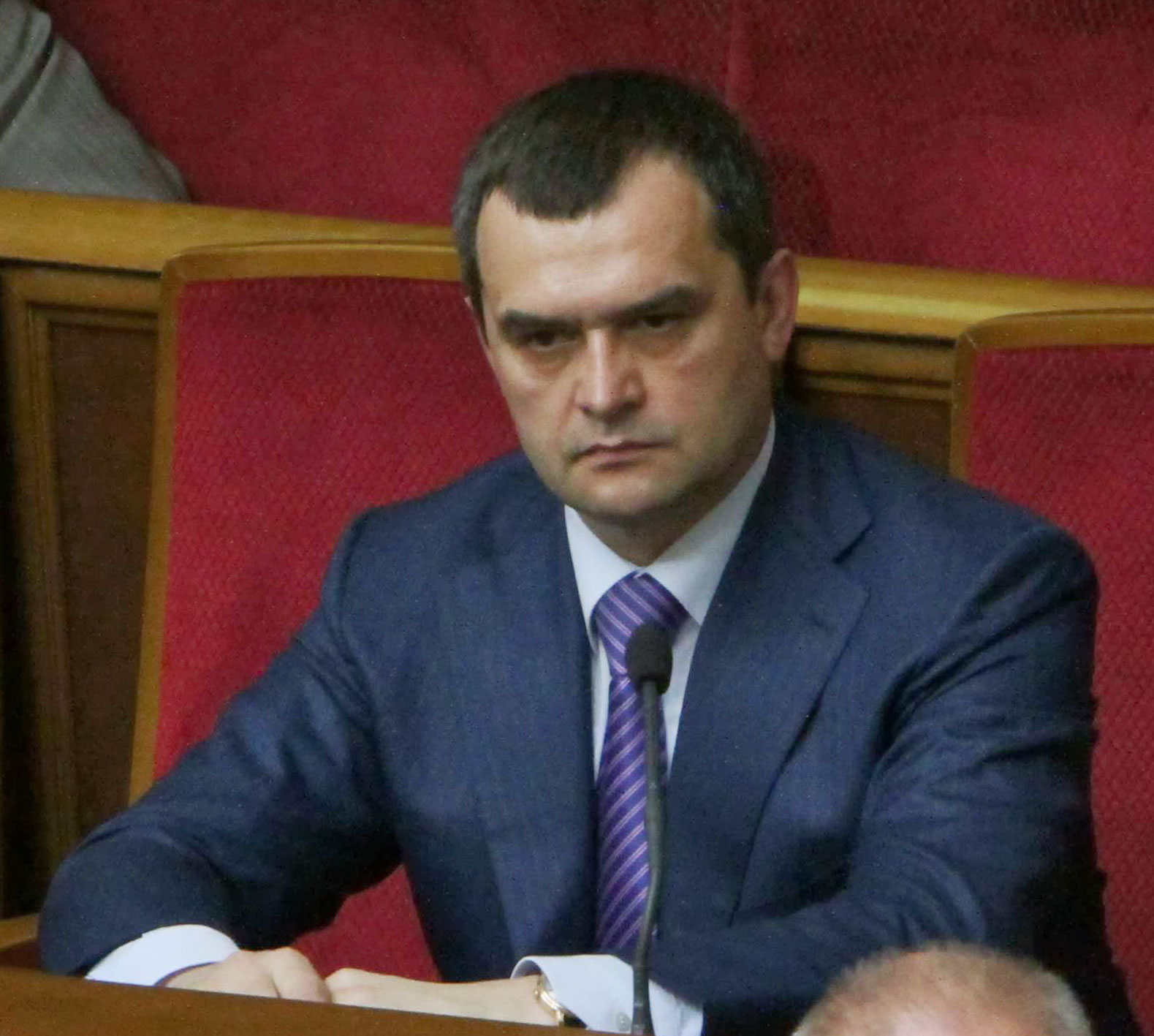
Witalij Sachartschenko

Witalij Jurijowytsch Sachartschenko (ukrainisch Віталій Юрійович Захарченко; * 20. Januar 1963 in Kostjantyniwka, Oblast Donezk) ist ein ukrainischer Politiker, er war seit dem 7. November 2011 Innenminister der Ukraine. Am 21. Februar 2014 entschied die Werchowna Rada, ihn von diesem Amt zu suspendieren.
Sachartschenko absolvierte in den 1980er Jahren eine Ausbildung zum Polizisten an der Hochschule des Innenministeriums der UdSSR. In der unabhängigen Ukraine erlangte er an der Nationalen Akademie des ukrainischen Innenministeriums einen Master-Abschluss und an der Universität Poltawa einen PhD in Public Administration.
Seit Mai 2008 war Sachartschenko Leiter der Steuerbehörde der Oblast Poltawa.  Am 25. Dezember 2010 wurde er zum Leiter der staatlichen Steuerverwaltung der Ukraine ernannt. Am 7. November 2011 ernannte ihn Präsident Wiktor Janukowytsch zum Innenminister der Ukraine in der Nachfolge von Anatolij Mohiljow.
Sachartschenko wurde für die umstrittenen Polizeieinsätze gegen Demonstranten in Kiew im Rahmen des Euromaidan verantwortlich gemacht, verschiedene ukrainische Politiker forderten Anfang 2014 seinen Rücktritt sowie eine Strafuntersuchung gegen ihn. Am 21. Februar 2014 beschloss das ukrainische Parlament die sofortige Suspendierung Sachartschenkos von seinem Amt. Am 22. Februar 2014 wurde Arsen Awakow vom Parlament zum geschäftsführenden Innenminister der Ukraine ernannt, er gehört der Partei Vaterland der ehemaligen Ministerpräsidentin Julija Tymoschenko an. Am 28. Februar 2014 wurden die Vermögenswerte einer Reihe von Gefolgsleuten des abgesetzten Präsidenten Janukowytsch in Österreich und in der Schweiz gesperrt, darunter auch die Konten von Sachartschenko. Sachartschenko hält sich seit Ende Februar 2014 in Russland auf und nahm im April gemeinsam mit Janukowytsch an einer Pressekonferenz in Rostow am Don teil.